# Igors Stepanovs
Igors Stepanovs (ur. 21 stycznia 1976 w Ogre) – łotewski piłkarz grający na pozycji obrońcy. Największymi osiągnięciami Stepanovsa było uczestnictwo w Mistrzostwach Europy 2004 oraz gra w Arsenalu w latach 2000–2003, gdzie na ogół był rezerwowym.